# Тети (Италия)
 Тази статия е за селото в Сардиния.  За египетския фараон вижте Тети.  
Тѐти (на италиански и на сардински: Teti) е село и община в Южна Италия, провинция Нуоро, автономен регион и остров Сардиния. Разположено е на 714 m надморска височина. Населението на общината е 722 души (към 2010 г.).